# Sciantosa

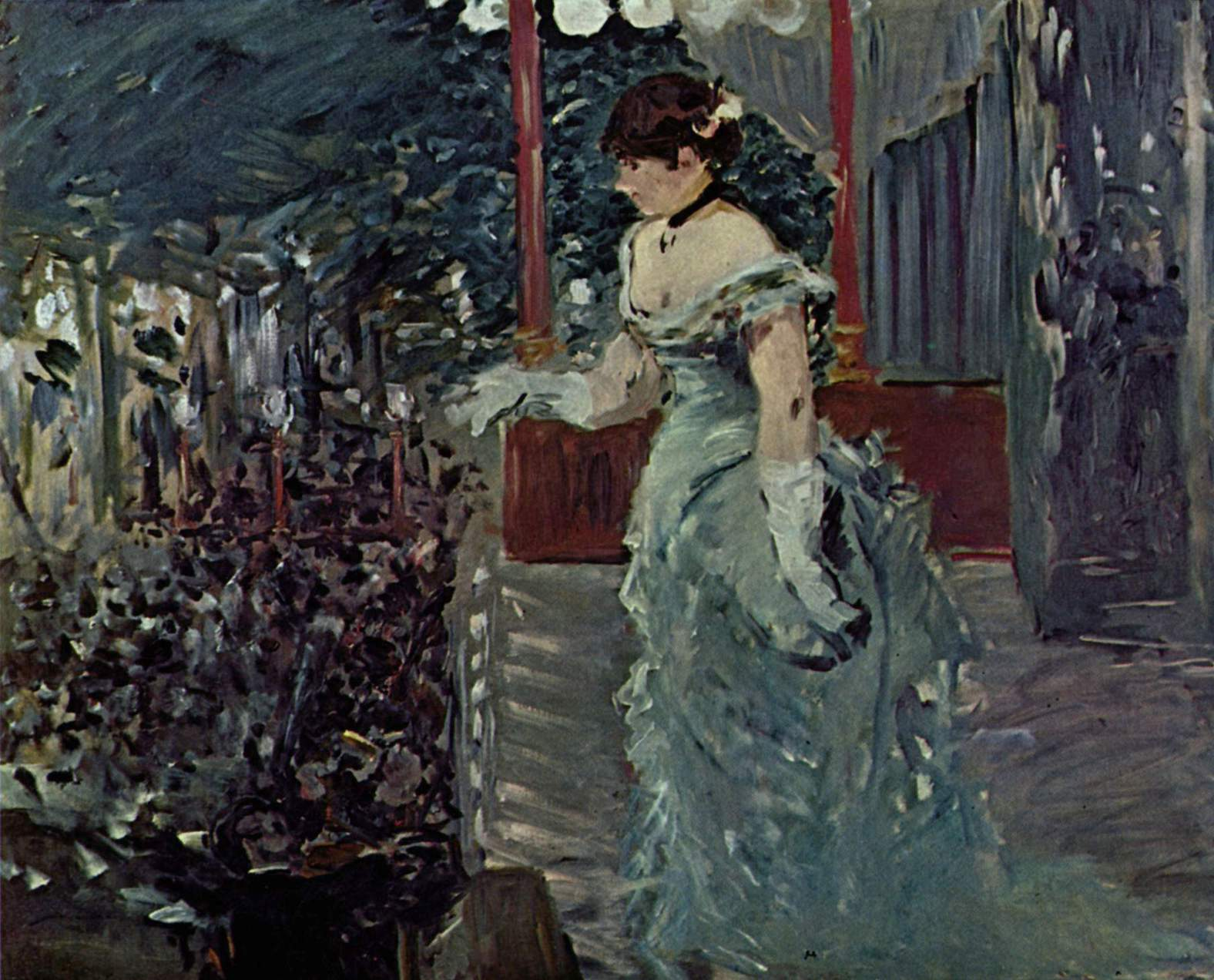
La Chanteuse du Café-Concert d'Édouard Manet.

Le terme italien sciantosa [ ʃanˈtoːza] (pl. sciantose, issu du français « chanteuse ») désigne un personnage type issue du café-chantant, qui s'est ensuite déclinée en genres dérivés tels que le théâtre de variétés, la revue et l'avanspettacolo. L'origine du terme remonte donc à la fin du XIXe siècle et au début du XXe siècle.

## Caractéristiques

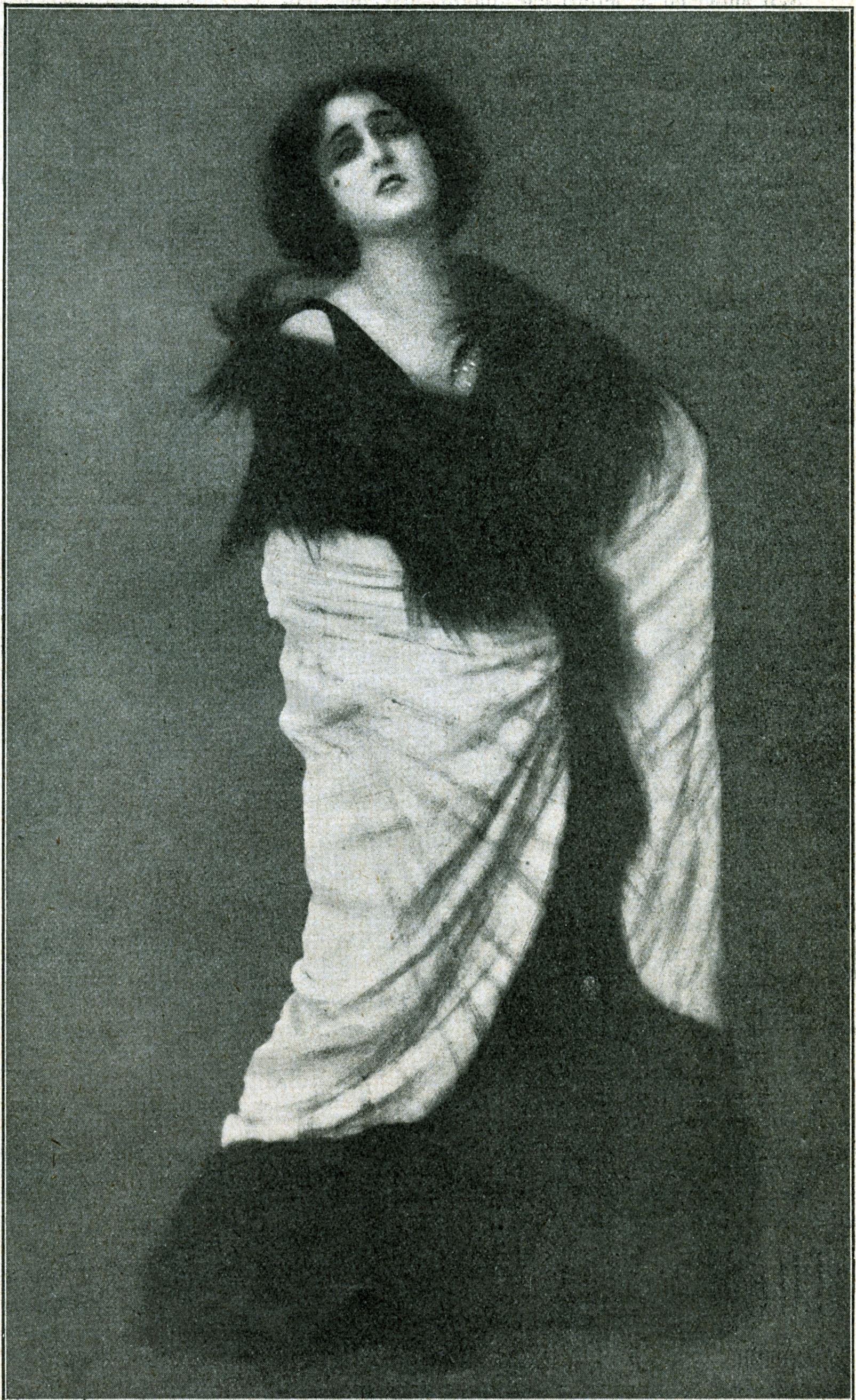
Anna Fougez en 1924.

Le terme « sciantosa » est une italianisation (ou plutôt une réadaptation en langue napolitaine) du mot français « chanteuse » : à l'origine, en effet, la sciantosa interprétait dans les cafés-concerts des chansons et des airs d'opéras ou d'opérettes célèbres. On peut considérer la sciantosa comme une incarnation plus modeste et populaire de la diva d'opéra. Au fil du temps, cependant, le terme sciantosa a de plus en plus souvent signifié « femme fatale », « séductrice », « ensorceleuse », suggérant que les caractéristiques physiques et le comportement sur scène sont donc privilégiés aux capacités artistiques réelles d'une diva.
Les sciantose constituaient l'un des points forts de l'offre variée du café-concert : elles se construisaient généralement un passé ad hoc pour rendre leur présence intrigante et espiègle, elles parlaient avec un accent étranger pour suggérer un exotisme qui ne leur appartenait pas et elles se vantaient d'avoir eu des relations amoureuses avec des membres de la haute société (parfois des personnalités que la sciantosa venait de remarquer dans le public). Les sciantose les plus riches et les plus célèbres avaient la particularité de pouvoir s'offrir la claque, c'est-à-dire un groupe de personnes qui, moyennant finances, entraînaient le reste du public à les applaudir et à les acclamer.
Les sciantose célèbres sont Anna Fougez, Paolina Giorgi (it), Gilda Mignonette (it), Olimpia D'Avigny, Yvonne De Fleuriel (it), Carmine Laurenza et d'autres. Avec le temps et l'essor du cinéma et de la télévision, la sciantosa en tant que figure professionnelle a disparu, se confondant avec la soubrette ou la showgirl.

## Dans la culture populaire
- La sciantosa est un téléfilm de la trilogie Tre donne (it) réalisée par Alfredo Giannetti et sortie en 1971, avec Massimo Ranieri et Anna Magnani dans le rôle de la sciantosa.
- La chanteuse Mariah Carey a également fait référence à ce personnage type, en donnant à son quatorzième album, sorti en 2014, le titre Me. I Am Mariah... The Elusive Chanteuse.
- Une sciantosa est mentionné à la fin de la chanson Born to Be Abraham du groupe Elio e le Storie Tese où Rocco Tanica dans le rôle d'un prêtre de l'oratoire réprimande les filles avec : « ...les jeunes filles qui se présentent ici à l'oratoire à 13-14 ans peintes comme des sciantose, savent que ce n'est ni le lieu ni l'occasion de s'adonner à certaines activités... »[5].
- Le mot sciantosa est utilisé par Francesco De Gregori dans les paroles de la chanson Vecchi amici contenue dans l'album de 1992 Canzoni d'amore dans le vers suivant : Mais te souviens-tu de ce que tu étais quand tu cherchais un logement ? Professionnel de l'amitié Et de la compassion. Mais toujours mieux que maintenant Où tu tournes en rond comme une sciantosa Et tu n'es rien mais tu fais tout Pour ressembler à quelque chose[6].